# Eptene
Con il termine eptene ci si riferisce ad un qualunque alchene avente formula bruta C7H14 e caratterizzato dalla presenza di un doppio legame o ad una qualunque miscela di più isomeri strutturali aventi tali caratteristiche.
A seconda della posizione del doppio legame e dalla stereochimica delle catene laterali, sono possibili vari isomeri.